# Cerro Largo (departement)
Cerro Largo is een departement in het oosten van Uruguay aan de grens met Brazilië. De hoofdstad is Melo.
Het departement heeft een oppervlakte van 13.648 km² en heeft 84.698 inwoners (2011). Het is een van de oorspronkelijke, in 1828 gecreëerde, departementen.
Cerro Largo is sterk heuvelachtig; de Cuchilla Grande bevindt zich voor het grootste gedeelte op het grondgebied van dit departement.